# Rektor (seminarium)
Rektor – osoba sprawująca funkcję przełożonego w niższym, bądź wyższym seminarium duchownym. Rektor powoływany jest najczęściej przez biskupa diecezjalnego. 
Z Kodeksu Prawa Kanonicznego Kościoła katolickiego:

Kan. 238 -

§ 2. W załatwianiu wszystkich spraw w imieniu seminarium występuje jego rektor, chyba że w odniesieniu do pewnych spraw kompetentna władza postanowiła inaczej.

Kan. 239 -

§ 1. Każde seminarium powinno mieć rektora, który stoi na jego czele, a w razie potrzeby wicerektora, ekonoma, a także, jeśli alumni odbywają studia w samym seminarium, również wykładowców, którzy wkładają różne przedmioty, odpowiednio między sobą skoordynowane (...)

§ 3. W statutach seminarium należy przewidzieć sposób uczestniczenia innych wychowawców, wykładowców, a także samych alumnów w trosce rektora, zwłaszcza o zachowanie dyscypliny.

Kan. 260 - 

Rektorowi, do którego należy troska o codzienne kierowanie seminarium, w wypełnianiu swoich obowiązków powinni być posłuszni wszyscy, zgodnie jednak z postanowieniami programu kształcenia kapłańskiego oraz regulaminu seminaryjnego.

Kan. 261 -

§ 1. Rektor seminarium oraz - pod jego zwierzchnictwem - wychowawcy i wykładowcy winni we własnym zakresie czuwać nad tym, by alumni dokładnie zachowywali normy ustalone w programie kształcenia kapłańskiego i w regulaminie seminaryjnym.

§ 2. Rektor seminarium oraz kierownik studiów mają czuwać nad tym, by wykładowcy właściwie wypełniali swoje zadanie, zgodnie z przepisami programu kształcenia kapłańskiego i regulaminu seminaryjnego.

Kan. 262 - 

Seminarium ma być wyjęte spod zwierzchnictwa parafialnego, a wobec wszystkich przebywających w seminarium obowiązki proboszcza winien spełniać rektor lub jego delegat, z wyjątkiem spraw małżeńskich i z zachowaniem przepisu kan. 985.

Kan. 985 - 

Mistrz nowicjuszy i jego pomocnik, rektor seminarium lub innego zakładu wychowawczego, nie powinni przyjmować spowiedzi swoich alumnów mieszkających w tym samym domu, chyba że w poszczególnych przypadkach alumni dobrowolnie o to proszą.